# スパイラル島

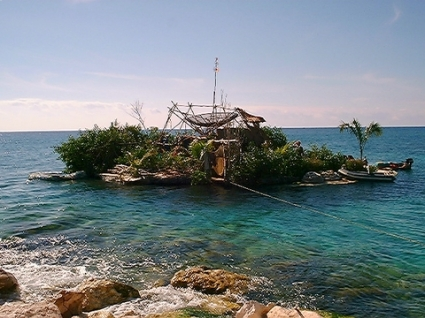
Spiral Island I in early March 2000

スパイラル島は、メキシコにあるリチャード・リシ・ソワによって設計された2つの人工の浮島の名前である。1番島は2005年のハリケーンによって損壊し、2番島は2008年より一般公開された。

## 1番島
1番島は1998年、カリブ海沿岸の南墨カンクンのプエルトアベンチュラス近くの潟にソワが建造を開始した。彼は、網を廃棄ペットボトルで満たし構造を支えるために松や合板を組み込んでそこに砂を注ぎ込み、マングローブを含む雑多な植物を植えた。島には二階建て家屋が建っていて太陽炉と自動堆肥化式トイレが備えられ、3つのビーチがあった。マングローブの木によって涼しく、また高いものでは15フィート (4.6 m)にまで成長した。

## 2番島
2007年末から2008年にかけてソワはカンクン近辺のムヘレス島海域に「女の島」という名の新たなスパイラル島をに建造した。2008年8月には一般公開した。